# Hemoglobine
Hemoglobine (Hb) is een gespecialiseerd eiwit dat het transport van zuurstof (O2) en koolstofdioxide (CO2) door het bloed van veel dieren verzorgt. Rode bloedcellen zijn voor 1/3 deel gevuld met hemoglobine. IJzer in het hemoglobine geeft bloed zijn rode kleur. De verbinding van zuurstof en hemoglobine (oxyhemoglobine) is lichtrood.
In elke rode bloedcel bevinden zich circa 270 miljoen hemoglobinemoleculen (elke hemoglobinemolecuul kan maximaal 4 zuurstof- of 4 koolstofdioxidemoleculen binden). Dit is ongeveer 34% van de inhoud van een normale rode bloedcel. Elke dag wordt 1% van de hemoglobine vernieuwd. Een volwassene heeft 600–800 gram hemoglobine, dat ongeveer 2,5 gram ijzer bevat (ca. 0,3%).

## Fysiologie

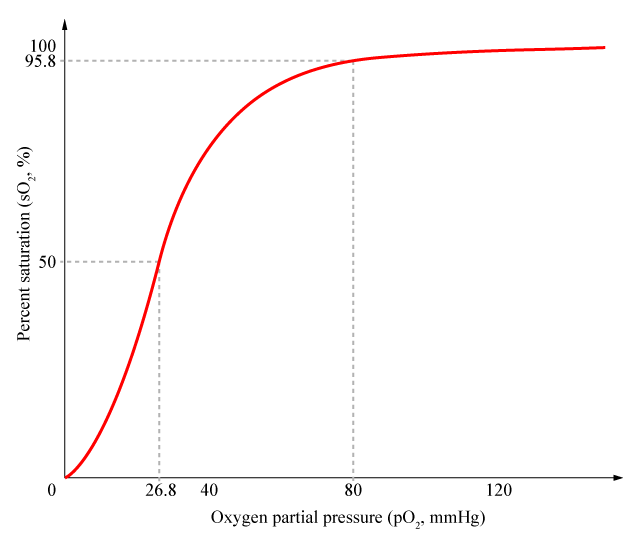
Oxygenatie van hemoglobine. Het verzadigingspercentage van hemoglobine staat hier uitgezet tegen het zuurstofgehalte.

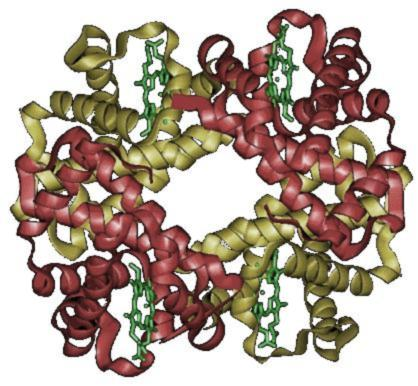
Hemoglobine

Bij het inademen stroomt lucht de longen in, en bindt zuurstof zich aan de hemoglobine in de rode bloedcellen (erytrocyten). Het zuurstofrijke, lichtrode bloed vervoert de zuurstof naar alle andere organen in het lichaam. Hier aangekomen komt de zuurstof los van de hemoglobine en wordt verbruikt in de cellen, zogeheten celademhaling. Hierbij wordt koolstofdioxide gevormd. Het geproduceerde koolstofdioxide bindt een beetje aan de rode bloedcellen maar lost vooral op in het bloedplasma. Het zuurstofarme (dus donkerrode) en koolstofdioxiderijke bloed stroomt vervolgens weer naar de longen. Hier verlaat het koolstofdioxide het bloed en gaat naar de lucht in de longen en wordt uitgeademd.

## Eiwitstructuur
Het hemoglobinemolecuul bestaat uit vier subeenheden of ketens die twee aan twee identiek zijn (in de illustratie geel en bruin gekleurd). De meest voorkomende hemoglobine bij de mens bestaat uit twee subeenheden, die de alfa- en de bètaketen van hemoglobine worden genoemd. Elke keten bevat een heemmolecuul (groen in het plaatje) dat in het midden, door vier liganden gebonden, een ijzerion bevat. Aan dit ijzerion wordt een zuurstofmolecuul gebonden met een affiniteit die afhangt van de chemische omgeving van de hemoglobine.
De sterkte waarmee zuurstof aan de hemoglobine gebonden is, wordt bepaald door:
- de zuurgraad van de omgeving (zuur of basisch)
- aanwezigheid van 2,3-difosfoglyceraat (DPG)
- de concentratie CO2. Een deel CO2 wordt gebonden door de aminogroepen, waardoor carbamines ontstaan. Deze carbamines bemoeilijken de binding van zuurstof en andersom.
- de temperatuur.

Hierdoor zal het hemoglobinemolecuul over het algemeen zuurstof opnemen in de longen (o.a. basischer, minder CO2) en zuurstof afstaan in de weefsels (o.a. zuurder, meer CO2).

## Soorten hemoglobine
Naast de hemoglobine-alfa- en -bètaketen kunnen zoogdieren ook andere subketens van hemoglobine maken. Zo maakt de mens voor de geboorte een foetale hemoglobine (HbF). Deze bestaat uit twee alfa- en twee gammaketens. De HbF heeft een hogere affiniteit voor zuurstof. Zo kan zuurstof aan de hemoglobine van de moeder worden onttrokken. Enkele maanden na de geboorte heeft de mens nog slechts een klein beetje HbF. Tot slot bestaat er ook nog het HbA2-hemoglobine. Deze soort bestaat uit twee alfaketens en twee deltaketens. HbA2 kan verhoogd zijn in geval van bèta thalassemie als compensatiemechanisme voor het gebrek aan normaal HbA1-hemoglobine. 

## Afwijkingen van de hemoglobine
Hemoglobinopathieën zijn ziekten die ontstaan door een afwijking in de hemoglobine. Bij een thalassemie is de productie van een van de ketens verminderd. Een fout in een van de hemoglobineketens leidt tot de productie van afwijkende hemoglobine. Sikkelcelziekte is hier een voorbeeld van.

## Klinische chemie
In een klinisch chemisch laboratorium kan het hemoglobinegehalte in bloed bepaald worden (hemoglobinewaarde) door een druppel bloed uit de vingertop af te nemen. De vorm en hoeveelheid van rode bloedcellen kan worden bekeken. Daarnaast kan onderzocht worden of er afwijkende vormen van  hemoglobine in het bloed aanwezig zijn. De referentiewaarden verschillen per geslacht. Bij mannen is de referentiewaarde 8,5-11,0 mmol/L en bij vrouwen 7,5-10 mmol/L.
Het zuurstofgehalte kan bepaald worden aan de hand van de kleur van het licht dat door een vingertop schijnt. Hierdoor is het dus niet nodig om de huidbarrière te doorbreken.

## Andere zuurstofbindende eiwitten
Bij mensen en dieren bevindt zich ook een eiwit in de spieren dat zuurstof op kan slaan. Dit eiwit heet myoglobine.
Bij sommige dieren, degenkrabben bijvoorbeeld, zit er in het bloed hemocyanine. Dit heeft een vergelijkbare werking als hemoglobine, maar het ijzer is vervangen door koper.
Het heem in hemoglobine  is chemisch nauw verwant aan een soortgelijk molecuul in het chlorofyl van planten, dat een magnesiumion bevat in plaats van ijzer. Het bestaat uit 4 pyrroolringen die via metheenbruggen verbonden zijn. Naast het Fe2+-ion in het midden, zijn er ook nog 8 zijketens: 4 methylgroepen, 2 vinylgroepen en 2 propionaatgroepen.

## Bloedarmoede
Rode bloedlichaampjes en hemoglobine hebben een levensduur van 120 dagen; ze worden na enige tijd afgebroken en opnieuw aangemaakt. Daarbij wordt het ijzer opnieuw gebruikt. Een volwassen mens heeft ongeveer vijf liter bloed. Na bloedverlies wordt er zoveel bloedplasma aangemaakt dat er na enkele uren weer vijf liter is. Dat bloed bevat echter minder hemoglobine: bloedarmoede. Het is daardoor mogelijk bloedarmoede te constateren door onderzoek van een geringe hoeveelheid bloed.

## Trivia
Hemoglobine bindt CO, het gevreesde koolmonoxide, veel gemakkelijker dan O2 (zuurstof). Daardoor wordt het ongeschikt om zuurstof te binden en dat maakt koolmonoxide zeer giftig. Koolmonoxide komt normaal niet in de atmosfeer voor.